# 존 루빈스타인 (기업인)

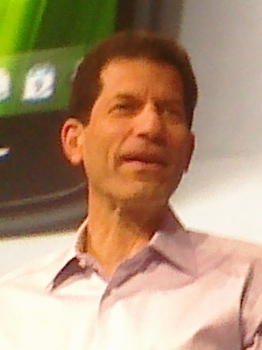

존 루빈스타인(Jon Rubinstein, 1956년 4월 12일 ~ )은 미국의 컴퓨터 엔지니어이자 기업인이다. 1997년부터 2006년까지 애플에서 아이맥 및 아이팟 개발을 주도하여 '아이팟의 아버지'로 통한다. 2007년 팜의 CEO로 영입되었고, 2009년 HP에 인수되면서 수석부사장을 맡고 있다.